# Depot von Slavhostice
Das Depot von Slavhostice (auch Hortfund von Slavhostice) ist ein Depotfund der frühbronzezeitlichen Aunjetitzer Kultur, das wohl aus Slavhostice im Královéhradecký kraj, Tschechien stammt. Es datiert in die Zeit zwischen 2000 und 1800 v. Chr. Das Depot befindet sich heute im Museum von Kopidlno.

## Fundgeschichte
Das Depot wurde erstmals 1893 erwähnt. Das genaue Datum der Entdeckung und die Fundumstände sind unbekannt. Zur Fundstelle existieren widersprüchliche Angaben. Das Depot wurde im Museum zunächst unter dem Fundort Slavhostice registriert. Als Fundstelle wird aber das Waldstück Perno oder Berno angegeben, das sich jedoch einige Kilometer entfernt südlich von Budčeves befindet. Später wurde der Fundort in den Museumsakten auch in Budčeves geändert. In der Literatur wird das Depot aber weiterhin unter Slavhostice geführt.

## Zusammensetzung
Das Depot besteht aus mehreren Bronzegegenständen: zwei massive Ovalringe, zwei Vollgriffdolche, eine neuzeitlich abgebrochene Griffstange eines weiteren Dolchs, ein Bruchstück einer Armmanschette, zwei (Miniatur?)-Armspiralen, zwei deformierte Drahtringe und drei Spiralröllchen.